# 札幌市営地下鉄

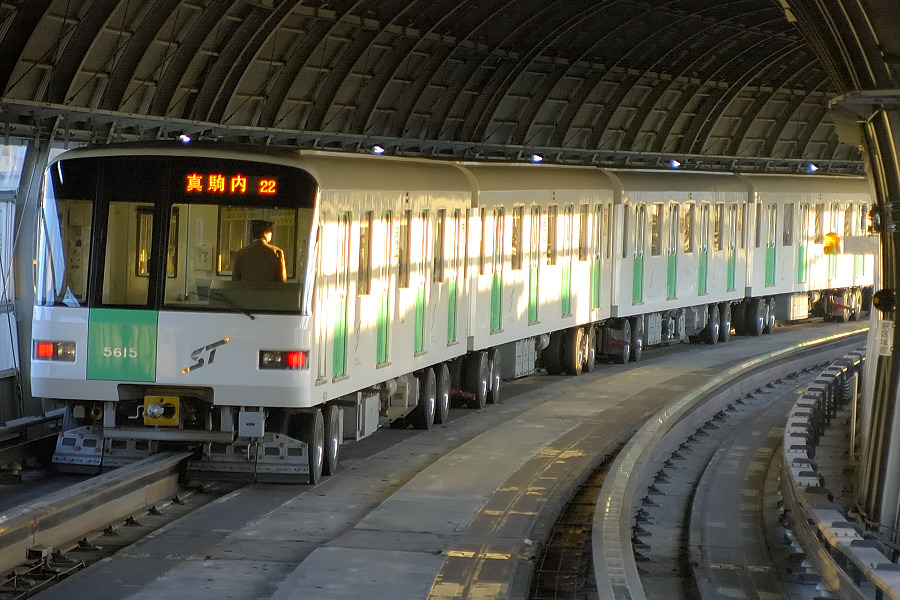
南北線の高架部分を走行中の5000形車両（2006年11月2日、南平岸駅）

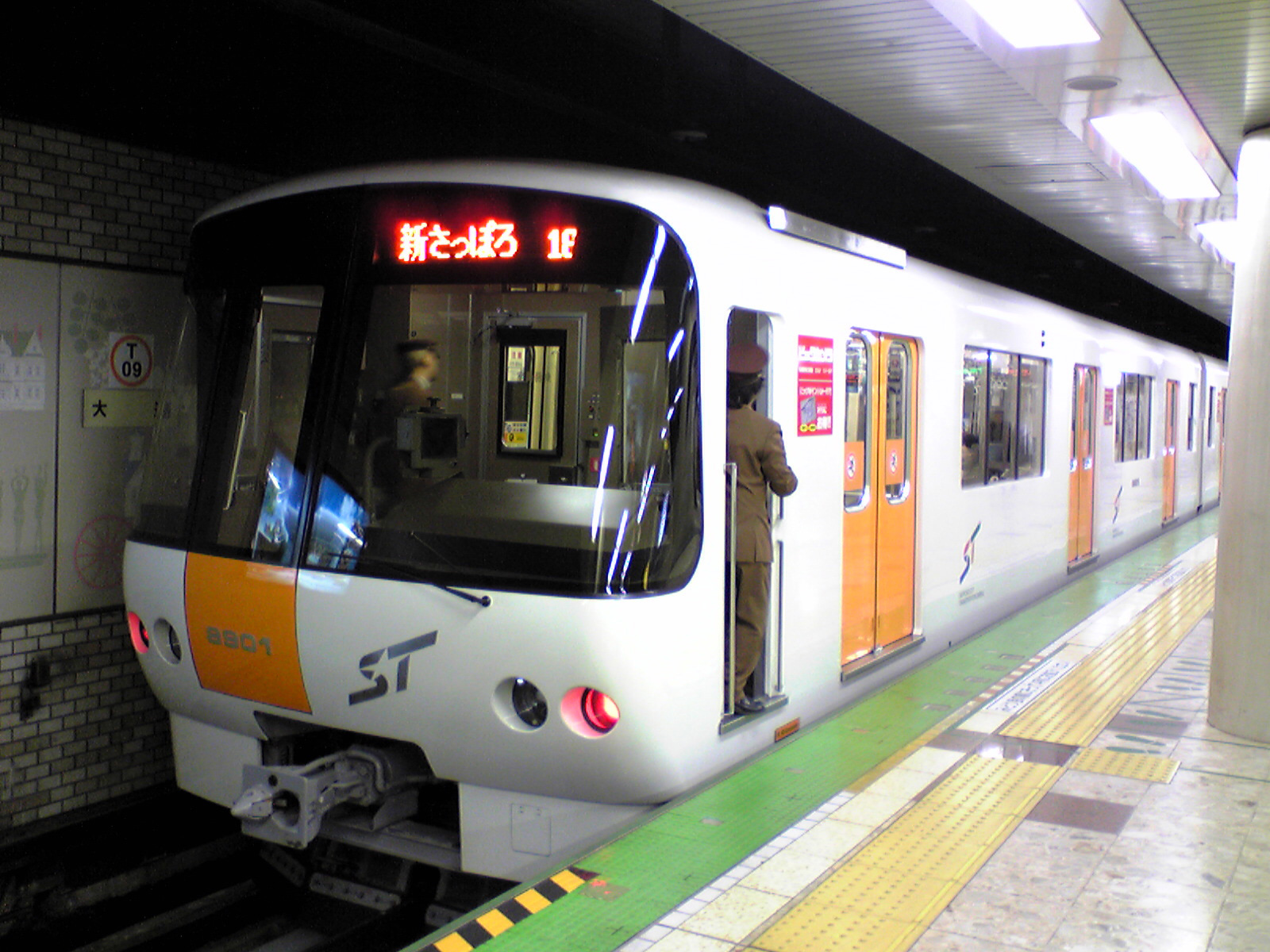
ホームドア設置前の東西線を走行する8000形車両（2008年6月1日、大通駅）

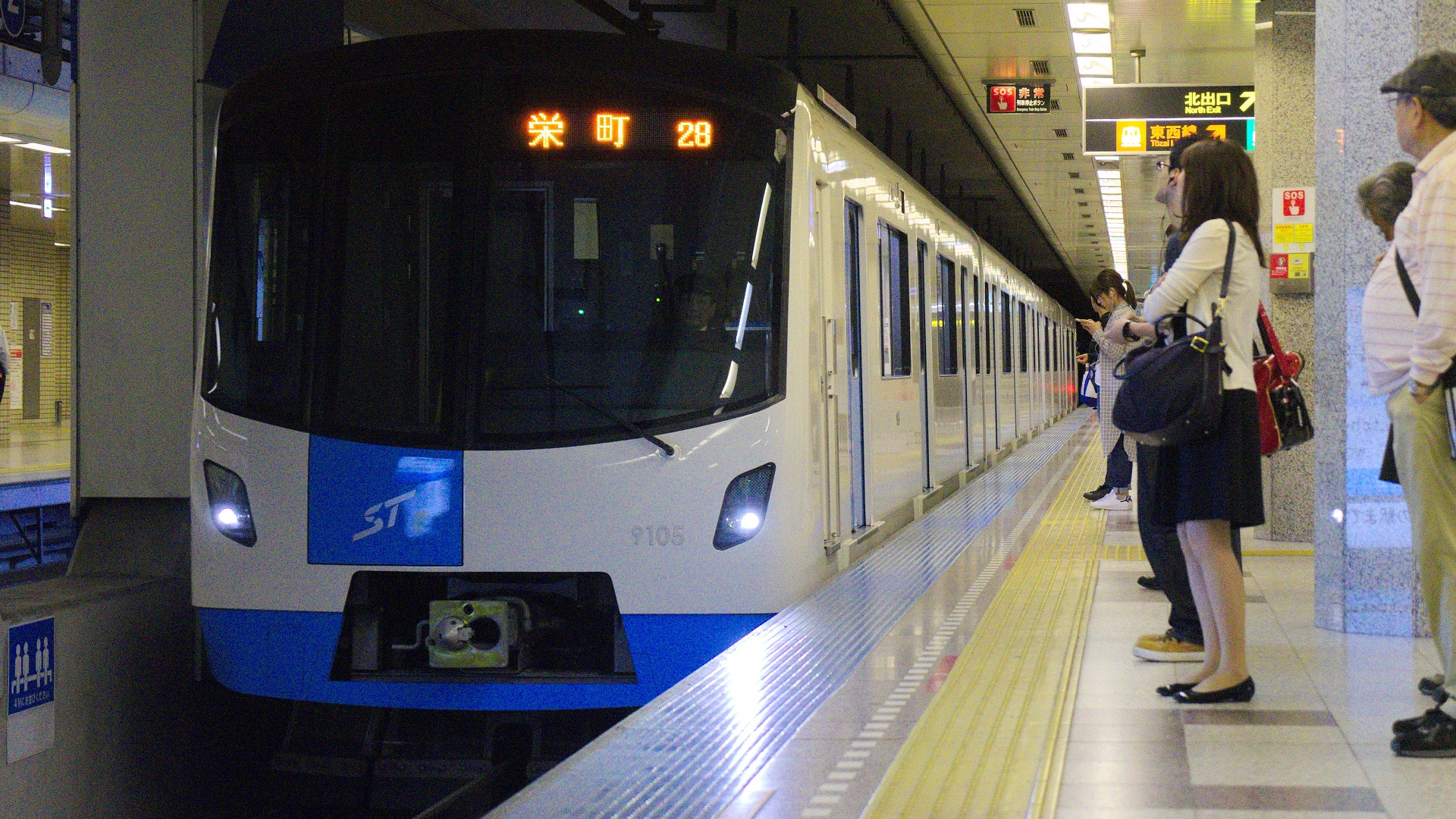
2015年より運行を開始した最新車両・東豊線の9000形車両（2016年9月14日、大通駅）

札幌市営地下鉄（さっぽろしえいちかてつ）は、北海道の札幌市交通局が経営する地下鉄である。市の条例・規則等では「鉄道事業」および「高速電車」としている。市内で3路線（東西線、南北線、東豊線）を展開 し、全線がゴムタイヤを用いた案内軌条式鉄道（ゴムタイヤ式地下鉄）である。
『札幌市交通事業の設置等に関する条例』（昭和41年札幌市条例第53号） を根拠として軌道事業（札幌市電）と共に設置されている市営交通の一つ。地方公営企業である市営交通事業は当該管理者（交通局長）が業務を執行 し、その権限下の事務を処理する交通局 が置かれている。

## 事業所
- 札幌市交通局高速電車部

日本 北海道札幌市厚別区大谷地東2丁目4-1（交通局本局内）

## 概要

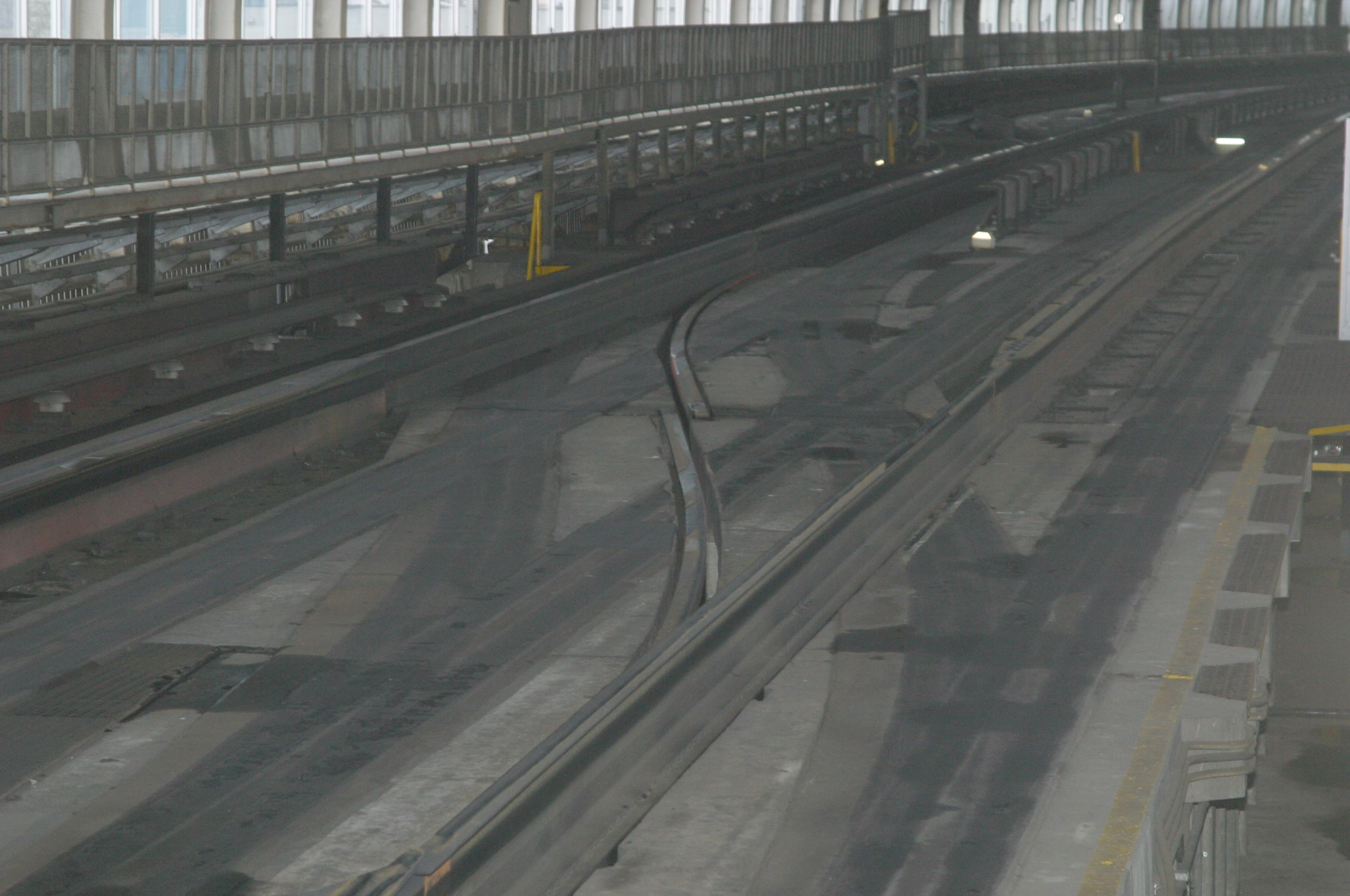
転轍機。切り替えは案内軌条の昇降で行う（自衛隊前駅・2008年11月）。

運行路線は南北線（1971年開業）、東西線（1976年）、東豊線（1988年）の3路線である。東京・大阪・名古屋に次いで全国4番目、三大都市圏以外では初の地下鉄として開業した。3路線はいずれも札幌市の中心である大通駅に乗り入れ、都心部と郊外をつなぐ放射状の路線網を形成している。総延長48km、駅数は46駅と、三大都市圏以外の都市では最大規模の地下鉄網である。
現行の交通局統一の「ST」マーク導入以前には札幌市章とともに北海道の形状の中央に「S」を入れた地下鉄独自のシンボルマークを用いており、白く塗られた北海道は雪、緑色のSは緑豊かな札幌の街を象徴するものとした。

### 札幌方式（中央案内軌条方式）の特徴
走行路面上を新交通システムのように主輪のゴムタイヤで駆動して、走行路面中央にある1本のレールを案内軌条とする。通常の鉄車輪式と比較して、札幌市営地下鉄のゴムタイヤ方式には以下のような特徴がある。
- 加速・減速性能に優れている。
- 粘着性が比較的高いため、急勾配における登攀性に優れている。
- 乗り心地が良く、保線の必要が少ない。
- 騒音が少ない。ただし、全車非冷房車のため、夏場は窓を開けることから車内ではトンネル内の走行音が大きくなる傾向がみられる。
- タイヤの磨耗が激しくタイヤ保守費用が嵩む。
- 惰性走行時の速度低下が鉄車輪式よりも激しいために力行が多くなり、消費電力が大きくなりがちである。
- 車両が完全に独自規格のため、他社との基本設計の共通化によるコスト削減が困難。
- トンネル断面積が大きいことで、キロメートル当たりの建設費用が必然的に割高となる。

ゴムタイヤ式地下鉄はパリ地下鉄等でも見られる。札幌市営地下鉄の駆動方式自体はパリ地下鉄を参考にしたものであるが、札幌市営地下鉄は独特の形式であり、「札幌方式」と呼ばれることがある。
南北線と東西線・東豊線では下記のような違いがある。
- 集電方法（南北線は第三軌条方式、東西線・東豊線は架空電車線方式）
- 案内軌条の形状（南北線はT字型、東西線・東豊線はI字型）
- 走行路面の材質
  - 樹脂：南北線、東西線（琴似駅 - 白石駅）
  - 鉄板：東西線（宮の沢駅 - 琴似駅・白石駅 - 新さっぽろ駅）、東豊線
- ゴムタイヤ（南北線はダブルタイヤ、東西線・東豊線はシングルタイヤ、いずれもブリヂストン栃木工場製[7]）
- 運行システム
札幌市営地下鉄では全線でATO（自動列車運転装置）を使用している。そのため、営業運転では東西線で2009年に、南北線では2013年に、東豊線では2017年にワンマン運転を開始した。また、東西線のみ深夜の回送運転は無人制御で行っている。

## 路線
路線とラインカラーの詳細を次の表に示す。
| 色             | 記号 | 路線名 | 区間                                | 営業キロ |
| -------------- | ---- | ------ | ----------------------------------- | -------- |
| ライトグリーン | N    | 南北線 | 麻生駅 (N01) - 真駒内駅 (N16)       | 14.3     |
| オレンジ       | T    | 東西線 | 宮の沢駅 (T01) - 新さっぽろ駅 (T19) | 20.1     |
| スカイブルー   | H    | 東豊線 | 栄町駅 (H01) - 福住駅 (H14)         | 13.6     |

各路線間の相互乗り換えは大通駅ではホーム同士を結ぶ連絡通路を、さっぽろ駅では一旦改札口を出場し、30分以内に再度改札を通過する形で行う。大通駅において改札口を出る、さっぽろ駅において改札口を一旦出場して30分が経過、又は、さっぽろ駅 - 大通駅を重複乗車すると途中下車として取り扱われるため切符は回収または精算が必要となり、SAPICAは精算される。そのため、改札口には乗り換えの際の注意事項が記載された大きな掲示が見られる。なお、一日乗車券や全線定期券の場合はこの限りではない。

### 駅ナンバリング
2006年1月26日から、各路線を表すために記号（アルファベット）と駅番号が導入された。路線記号とその由来は次の通り。
- 南北線 (N)：南北 (Namboku) 線の頭文字から
- 東西線 (T)：東西 (Tozai) 線の頭文字から
- 東豊線 (H)：東豊 (Toho) 東西線のTとの重複を避けるため、豊のHを採用した

### 駅施設・プラットホーム
- 全路線の全駅にホームドアが設置されている[9]。
- 各路線の終端駅はすべて島式ホームに統一されている。また、東豊線延長部以降に延伸された区間では建設費を抑えるため途中駅もすべて島式ホームとなった。
- 東豊線の栄町駅 - 豊水すすきの駅間は当初から8両編成に対応できるようにホームを建設したが、学園前駅 - 福住駅間は4両編成の現状に合わせてホームを6両分しか完成させなかった。ただし、残り2両分の基礎工事は既にされており、今後追加工事を行うことで8両化にも対応できるようになっている。
- 大通駅付近に、東豊線さっぽろ駅と東西線西11丁目駅の間をつなぐ、東豊線車両を東西線の西車両基地に回送するための連絡線がある。
- 2000年4月より駅業務は財団法人札幌市交通事業振興公社へ順次委託され、2007年度には全駅の業務委託化が完了。将来的には運転業務も含めた全業務を委託する計画。
- 電車が発車する際、発車案内放送の後にホームのスピーカーから鳴動する発車ブザーがあったが、車両の外側に備え付けられた車外ブザーとホームドアのチャイムで対応するようになったことや、視覚障害者がホーム柵の音を認識しやすくするためにこの発車ブザーが無くなり[10]、ホーム柵（ホームドア）設置によるワンマン運転開始後、東西線（2009年4月1日から）、南北線（2013年4月1日から）、東豊線は2017年4月1日をもってホームのブザー音は全廃した。
- 2019年2月4日より2024年3月末まで、札幌市営地下鉄としては初めてとなる列車接近メロディーが一部の駅で導入されていた[11][リンク切れ]。これは1972年の札幌冬季五輪のテーマソング『虹と雪のバラード』のサビ部分を電子音でアレンジしたものである（歌詞は入っていない）。列車接近メロディーは、対面式ホームで放送されるが、島式ホーム（南郷7丁目駅、真駒内駅を除く）では放送されない。放送対象となる駅は次の通り。

| 路線名 | 駅名               | 駅名             | 駅名               | 駅名               |
| ------ | ------------------ | ---------------- | ------------------ | ------------------ |
| 南北線 | 北34条駅 (N02)     | 北18条駅 (N04)   | 北12条駅 (N05)     | 大通駅 (N07)       |
| 南北線 | すすきの駅 (N08)   | 中島公園駅 (N09) | 幌平橋駅 (N10)     | 中の島駅 (N11)     |
| 南北線 | 平岸駅 (N12)       | 自衛隊前駅 (N15) | 真駒内駅 (N16)     |                    |
| 東西線 | 二十四軒駅 (T04)   | 西28丁目駅 (T05) | 円山公園駅 (T06)   | 西18丁目駅 (T07)   |
| 東西線 | 菊水駅 (T11)       | 東札幌駅 (T12)   | 南郷7丁目駅 (T14)  | 南郷13丁目駅 (T15) |
| 東西線 | 南郷18丁目駅 (T16) | 大谷地駅 (T17)   | ひばりが丘駅 (T18) |                    |
| 東豊線 | 新道東駅 (H02)     | 環状通東駅 (H04) | 北13条東駅 (H06)   | 大通駅 (H08)       |
接近メロディーの廃止の理由は、2030年札幌オリンピック構想の招致予算から招致機運醸成の目的で使用著作権料約50万円を捻出していたが、2023年12月に招致活動の停止を決定したため。交通局としては技術的課題から全駅導入が難しく、今後再開の予定はないとしている。

## 車両

### 現在の営業車両
- 南北線
  - 5000形（北海道初にして唯一の4扉車）

6両編成20本 - 120両
- 東西線
  - 8000形

7両編成24本 - 168両
- 東豊線
  - 9000形[18][リンク切れ]

4両編成20本 - 80両

合計368両

### 構造
- 開業以来、全ての車両がアルミ合金製車体である。車体幅は3,080mmで、2010年時点、日本国内で営業中の鉄道車両では最大（新幹線を除く）。過去の例を合わせても、名古屋東山モノレールの3,100mmに次ぐ大きさである。
- 貫通扉のない、六角断面の広い連結部を持った車両が多いのが特徴[注釈 1]。ただし、大邱地下鉄放火事件を教訓とした2005年12月の法令改正により、2006年度に落成した新車（東西線用8000形）からは強化ガラス製の貫通扉が設置されている[19][注釈 2]。2015年から導入された東豊線9000形車両からは、車椅子でも通過できる幅を確保した長方形の通路となっている。
- 開業以来、全ての車両で座席上に荷棚（網棚）が設置されていない。これは乗客の忘れ物防止や、乗車時間（駅間隔）が比較的短いことなどが理由とされている[19][20][21]。
- かつては、2000形やローレル賞を受賞した6000形のように内外装ともに個性的で斬新なデザインの車両が多かったが、1993年（平成5年）に策定された市交通局イメージアップ計画で、市民からのアンケート結果を基に、市交通局とデザイン専門家の検討の結果に決定したカラーリングが採用されるようになった。従来の札幌市章に代わって、「STマーク」（札幌市交通局の英称"Sapporo city Transportation bureau"の頭文字）が前面と側面にあしらわれ、白色の車体に側面ドアと前面非常口をラインカラーとする塗り分けであり、「STカラー」とも呼ばれている[注釈 3]。1994年（平成6年）に投入された東豊線7000形3次車を皮切りに、3路線ともにイメージの近い車両（5000形・8000形・9000形）が投入された。

### 車内設備・バリアフリー

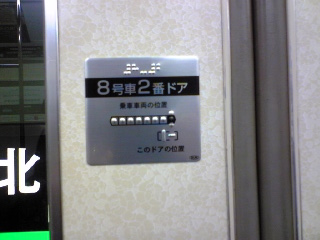
ドアに貼り付けられた点字プレート（2008年3月）。写真は南北線3000形の「8号車」表記。

- 全車両、冷房装置は搭載していない。これは札幌は比較的冷涼な気候であるほか、南北線の一部区間を除き地下のみを走行するためである。夏は送風装置や窓からの風で暑さをしのぐ。かつては車内に風鈴が取り付けられ、夏の風物詩となっていた（2012年7月時点では取り付けられていた[22]）。現在も風鈴取付け用のフックが車内天井に設置されている。
- 冬期も節電のため、日中は車内の暖房を停止している。ただし、早朝、夜間・外気温の低い日は暖房を運転する[19]。
- 他の鉄道事業者の優先席に相当する席を「専用席」と呼んでいる。1974年4月に導入した当初は「優先席」と称したが、当時は若い健常者がこの席に座り優先対象者に席を譲らないことが多かったため、1975年4月に「専用席」に改めた[19]。専用席であるため、混雑時に周囲に高齢者など席を必要とする乗客がいない場合は常に空いている場合が多い。また、首都圏等のJR・私鉄・地下鉄ではこうした席の付近の吊革にやまぶき色のものが採用されていく中、札幌市営地下鉄には長らく導入されていなかった。2013年に市電で採用され始め、地下鉄車両にも導入された。
- 2007年7月から、全ての車両の乗降ドアの内側に、視覚障害者向けに号車とドア位置を示す点字プレートが設置されている[注釈 4]。この点字プレートはホームドアにも設置された。
- 車椅子スペースは全編成に確保されており[注釈 5]、9000形からは編成の全車両に1か所ずつ確保されるようになった。
- 1994年に増備された東豊線7000形第3次車両から、聴覚障害者にもわかりやすいLED式車内案内表示器が導入され、文字による次駅案内やマナー啓発が行われている。以降に増備された南北線5000形・東西線8000形車両にもLED式（5000形第18編成以降と、東豊線9000形はLCDモニター式）車内案内表示器を設置している。
- 2006年の法令改正後に導入された車両からは先述の連結部の仕切り扉、低い吊り革、座席の着席区分を兼ねたスタンションポール等を設置している。
- バリアフリー整備ガイドライン[23] に記載のある視覚障害者向けのドアチャイムは全車両において現在[注釈 6]まで採用されていない。交通局車両課によると「ホームドアのチャイム音と混ざり、煩雑になる」という理由で設置を見送っている[要出典]が、バリアフリー法における鉄道車両ガイドラインでは「視覚障害者が円滑に乗降できるように、戸の位置及び戸の開閉が車内及び車外の乗降位置から分かるようなチャイムを戸の内側上部等に設置し、戸の開閉動作に合わせてチャイム音を鳴動させる」ことが明記されているため、閉戸時に車外向けにのみ各車両1か所のスピーカーから鳴動させる現在のブザー方式[注釈 7]と、原則として車外向けに位置づけられるホームドアのチャイム音だけではガイドラインに適合しない。全国の公営地下鉄において全車両にドアチャイムがないのは札幌市営地下鉄だけである。

このほか、新型コロナウイルス感染症予防策として、2020年12月から2021年1月にかけて全車両に抗ウイルス加工を施す計画を2020年10月に市議会で表明している。

### 女性と子どもの安心車両

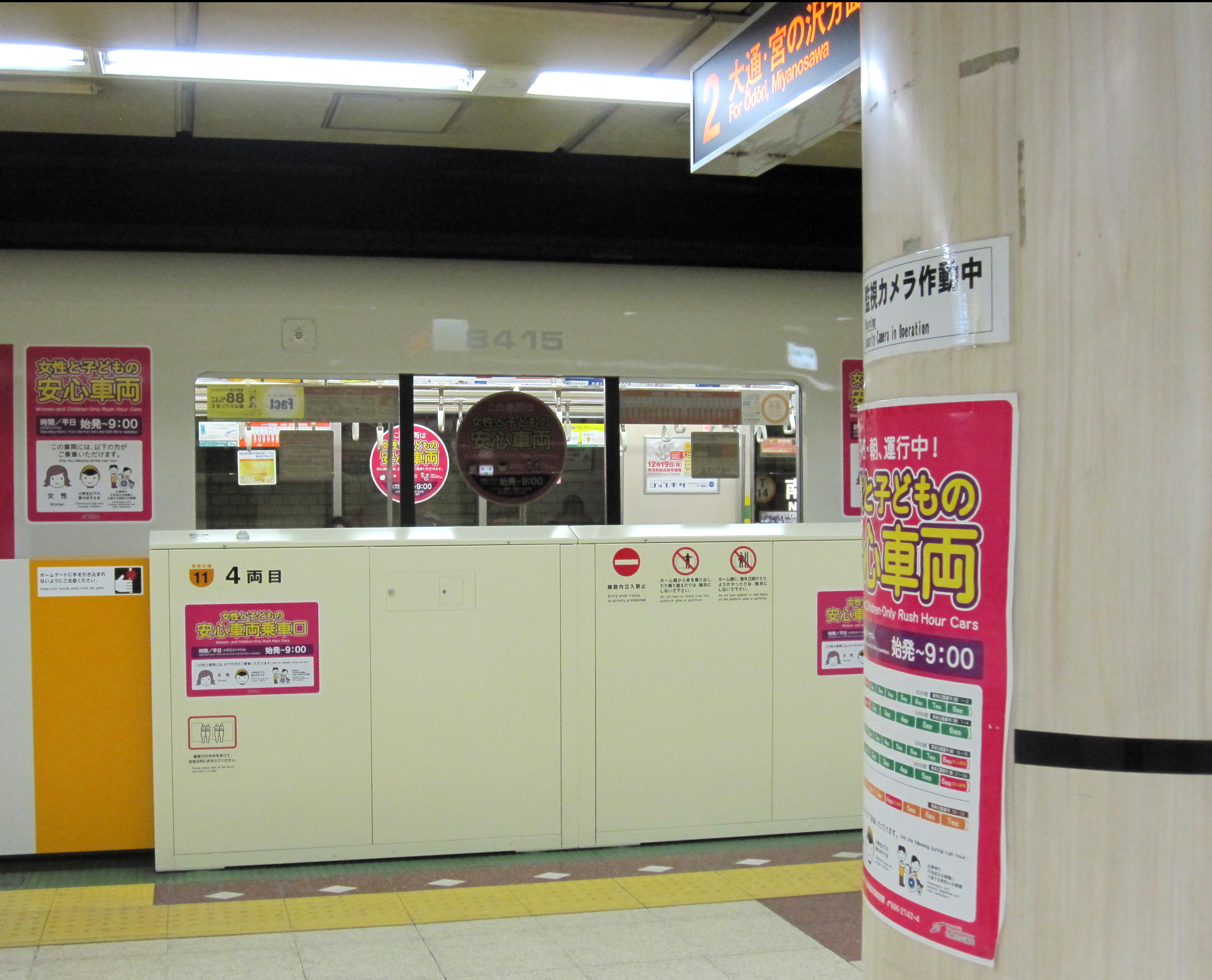
女性とこどもの安心車両（東西線）

南北線および東西線で、平日の始発から午前9時まで、1両が女性と子どもの安心車両に設定されている（車両の位置については各路線の項目を参照）。
乗車対象者は
- 女性
- 小学生以下の男児
- 男性の身体障害者および男性の介助者

である。
ただし、女性と子どもの安心車両に強制力はなく、男性の任意の協力で成り立っている。協力を呼び掛ける案内放送は行われているが、上記以外の男性が乗っても乗務員が直接注意することはない。
2008年8月18日から9月12日までの南北線で試験導入された際には「女性専用車両」という名称であったが、「女性以外の乗車対象者が利用しづらい」との声があったことから、現在の名称で導入されることとなった（南北線は2008年12月15日から、東西線は2009年7月13日から）。

### 過去の営業車両・試験車両

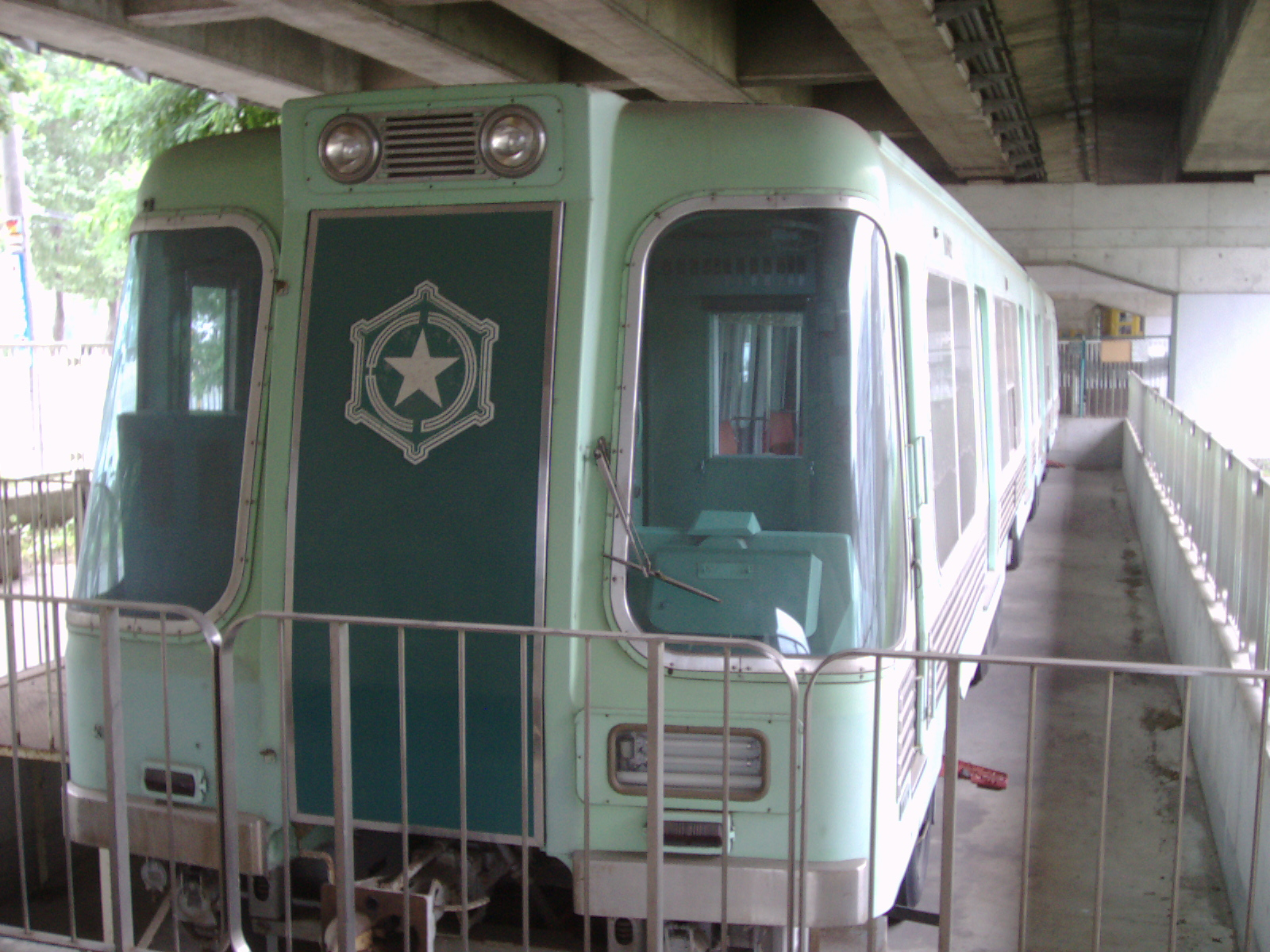
札幌市交通資料館に保存されている南北線1000形（2006年6月）

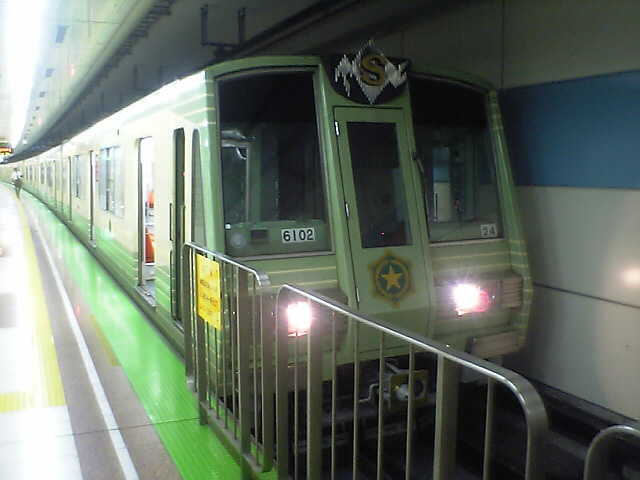
ローレル賞を受賞した東西線6000形（2005年7月）。写真の6102号車に受賞プレートが取り付けられていた（宮の沢駅）。

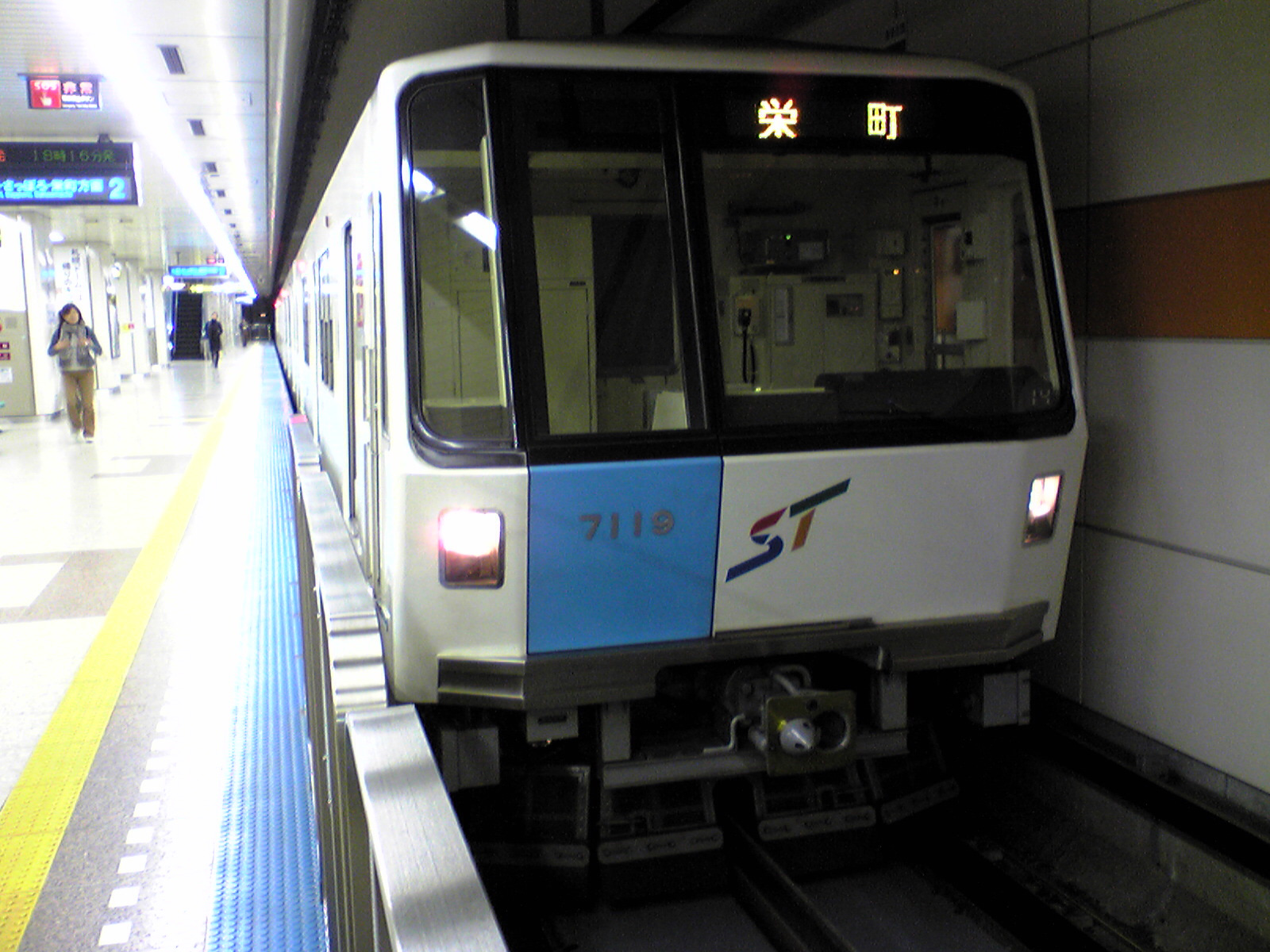
東豊線の7000形車両（2007年10月14日、福住駅）

#### 営業車両
- 南北線
  - 1000形 / 2000形
    - 差動歯車と車体装架カルダン駆動方式を採用した7軸の2車体連接構造（軸配置は2両で1＋2＋1＋2＋1）。
    - 1000形は2両編成、2000形は4両編成（後に全編成が6両編成化、さらに8両編成化された）。
    - 2両 (1001+1002) が自衛隊前駅近くの札幌市交通資料館に静態保存されている。

  - 3000形
    - 2軸の固定式駆動台車と1軸の操向台車から、2軸ボギー台車による2車体連接構造と平行カルダン駆動に変更された。
- 東西線
  - 6000形（初のボギー車で、ローレル賞受賞車）
    - 試作車である6001編成のみ、前面形状などが異なる。
- 東豊線
  - 7000形

#### 試験車両
- 第1次試験車

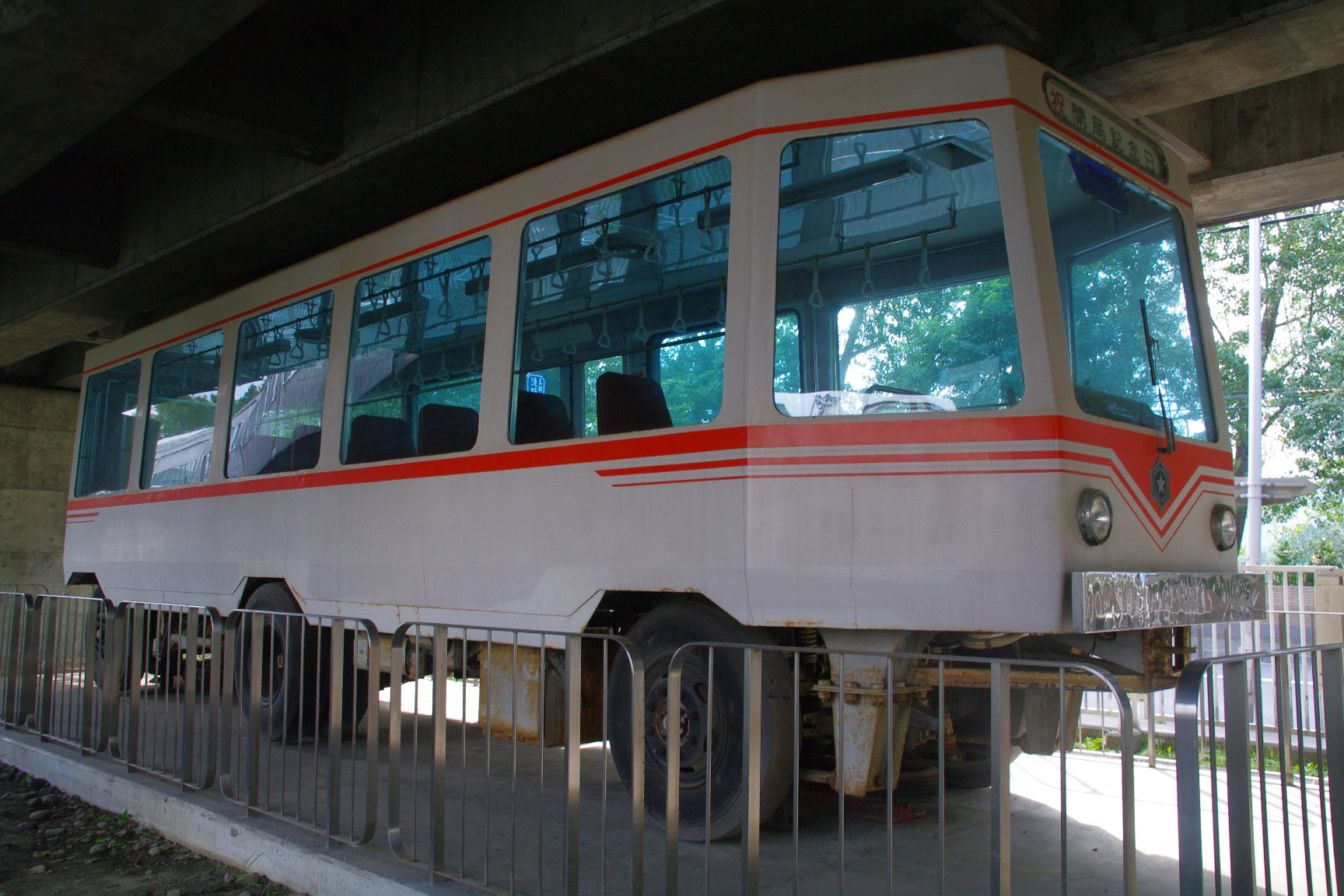
第3次試験車「はるにれ」

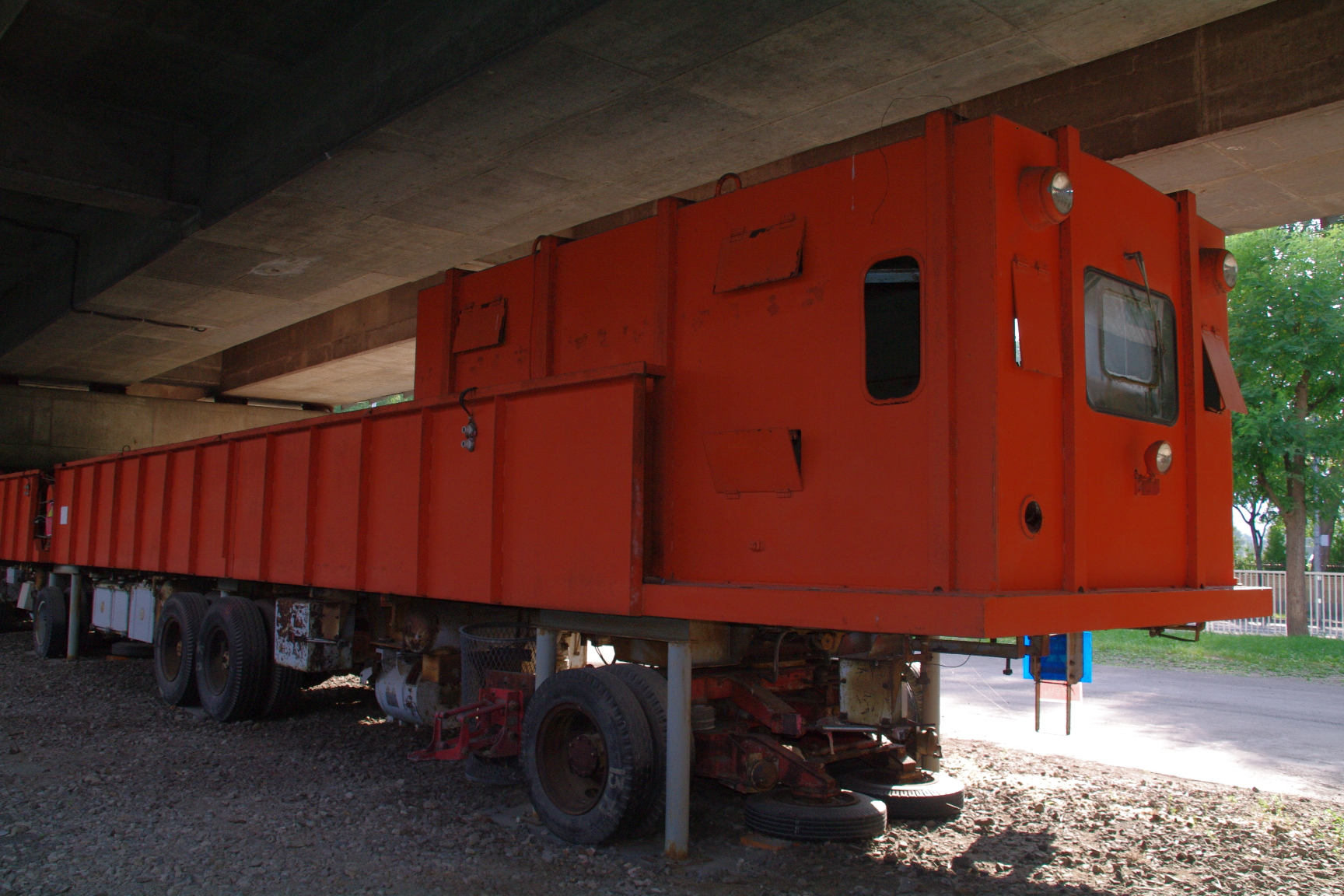
第4次試験車「すずかけ」

  - 廃車となったバス2両を改造した実験車両[注釈 8]。走行試験終了後、ブルーム式試験除雪車に再改造された[26]。
- 第2次試験車
  - 第1次試験車と同様の、廃車となったリアエンジン型バスを改造した実験車両[注釈 9]。前輪の内側に案内輪を設置し、車体の後ろに付随輪と案内輪を組み合わせた1軸の操向台車を取りつけていた。現存しない。
- 第3次試験車「はるにれ」
  - マイクロバスに似た車体と座席配置が特徴のガソリンカー。3軸で前後が付随輪と案内輪、中央がダブルタイヤの駆動輪になっており、ガソリンエンジンはV型直列8気筒を2基搭載している。札幌市東区の札苗実験場で走行試験を行った。現在、札幌市交通資料館に静態保存されている。
- 第4次試験車「すずかけ」
  - 営業車両（1000形）と同等の足回りに、平ボディトレーラーのような簡便な車体を載せた7軸の2車体連接構造の試作車で、札苗実験場で走行試験を行った。現在、札幌市交通資料館に静態保存されている。
- 東西線試験車両01
  - 1973年製。平行カルダン駆動の2軸ボギー台車と架空電車線方式の試験用として製作された。側面は6000形試作車の中間車に類似し、妻面は平妻で非貫通、足回りは交通局初の電機子チョッパ制御を採用。塗色は黄色一色だった。試験終了後に在籍わずか3年で廃車となり、その後車体のみが民間に払い下げられて近年まで石狩市花畔（ばんなぐろ）で倉庫として利用されていたが、現在は同市八幡に移設されている。
- 試験除雪車
  - ブルーム式 - ササラ電車と同様の回転ブラシ方式で車体後部に除雪装置を持つ 。上記の第1次試験車を改造した物で、除雪はバック運転で行っていた。
  - 真空式 - 掃除機の原理で雪を吸い込む方式。自走はできず、他の試験車に連結・推進される形で使用された。
    - 当初の計画より高架区間が短縮され、かつシェルターで覆われることになったため不要となった。2種類とも札幌市交通資料館に静態保存されていたが、状態不良のため2006年に撤去、処分された。ブルーム式除雪車は、展示末期は車体を撤去しておりシャーシが剥き出しの状態だった。

## 乗車料金
札幌市交通局では運賃を「乗車料金」と称している。
大人普通乗車料金（小児半額・10円未満切り上げ）。2024年12月1日電車乗継乗車料金改定。“電車”とは札幌市電を指す。(2) 区は各種運賃表等では2の丸囲みまたは「マル2区」と表現される。
| 区数             | 乗車料金（円） | 乗継乗車料金 電車 | 乗継乗車料金 バス1区 | 乗継乗車料金 バス2区 |
| ---------------- | -------------- | ----------------- | -------------------- | -------------------- |
| 1区 ( - 3 km)    | 210            | 360               | 370                  | 400                  |
| (2) 区 ( - 5 km) | 250            | 400               | 390                  | 420                  |
| 2区 ( - 7 km)    | 250            | 400               | 410                  | 440                  |
| 3区 ( - 11 km)   | 290            | 440               | 450                  | 480                  |
| 4区 ( - 15 km)   | 330            | 480               | 490                  | 520                  |
| 5区 ( - 19 km)   | 360            | -                 | 520                  | 550                  |
| 6区 ( - 21 km)   | 380            | -                 | 540                  | 570                  |

### 乗継割引
乗継割引の適用は対象路線の札幌市内相互間で、現金・SAPICA（KitacaやSuicaなどSAPICAに片乗り入れしているICカード乗車券も含む）で支払うと80円引き（一部100円引き：後述）となる。SAPICAについては、一部導入していないバス事業者もある。乗継に時間制限は設けられていないが当日に限り有効。乗継先が0時を過ぎた場合でも、最終便まで当日の乗継とみなされる。
(2) 区のみ100円引きなのは、かつて「バスから地下鉄への乗り継ぎに限り、(2) 区は1区と同じ運賃とする（逆の場合は2区と同じ運賃）」という制度が存在していたためで、1997年（平成9年）4月1日の運賃制度改正で1区と2区の中間額となった。この制度は電車との乗継には適用されなかったため、電車との乗継運賃は (2) 区・2区とも同じである。
乗継割引の内訳は地下鉄分が60円（一部80円）、バス・市電分が20円であったが、利用者減少や燃料費高騰を理由にジェイ・アール北海道バス、じょうてつ、北海道中央バスの3社が連名で見直しを申し入れた。検討の結果、2011年（平成23年）4月1日より利用者側の割引は80円（一部100円）のままで、バス分の割引を解消し全額地下鉄分とすることで継続している。市電についても市電会計分20円を解消し全額地下鉄会計分となった。
地下鉄から電車・バスへ乗り継ぐ場合 は、地下鉄駅で購入した乗継券のみでそのまま乗り継ぎが可能。電車・バスから地下鉄へ乗り継ぐ場合は、通常乗車料金に130円を加えた額を払って乗継券を受け取る。地下鉄の乗車区間が1区を超えた場合は下車駅で精算する。各種ICカード乗車券を使用しての乗継は自動的に適用される。電車またはバス降車時に残額不足となった場合はICカードにチャージするか現金で差額精算となる。各バス事業者発行のカード乗車券や紙式回数乗車券との併用はできない。乗継定期乗車券は札幌市交通局の定期券販売所でのみ取り扱う。
2023年（令和5年）4月1日より、地下鉄自動券売機で発売するバス乗継券、およびジェイ・アール北海道バス、じょうてつ、北海道中央バスのバス車内で発売する乗継券を廃止し、前述バス3社との乗継割引はICカード乗車券利用時のみ適用となった。札幌ばんけいおよび夕張鉄道は、地下鉄からバスへは通常料金の乗車券を購入の上で乗継指定駅での係員精算に変更、バスから地下鉄へは従来通りバス車内で乗継券を発売。市電との乗り継ぎは従来通りとなる。
1つのバス路線が複数の地下鉄駅を経由する場合は、原則として最も郊外側にある駅かつ郊外側に向かうバスに乗り継ぐ場合のみ適用される。1990年代後半以降に当時札幌市営バスとして運行されていた路線に対しては大幅に緩和され、札幌都心を含め地下鉄駅、バス利用方向にかかわらず適用となった。

#### 乗継可能なバス会社
- ジェイ・アール北海道バス（現金利用不可）
- じょうてつ（現金利用不可）
- 北海道中央バス（現金利用不可）
- 札幌ばんけい（ICカード利用不可）
- 夕張鉄道（ICカード利用不可）

### 福祉割引
身体障がい者・知的障がい者・精神障がい者及びその介護人、養護児童などについては、次の福祉割引が行われている。
| 対象者                  | 割引を受ける時に提示する物                               | 割引率                                                                       |
| ----------------------- | -------------------------------------------------------- | ---------------------------------------------------------------------------- |
| 身体障がい者（1 - 6級） | 身体障害者手帳                                           | 乗車料金50%引き 定期料金50%引き バス定期料金のみ30%引き                      |
| 上記の介護者            | 上記対象者の身体障害者手帳                               | 乗車料金50%引き 定期料金50%引き バス定期料金のみ30%引き                      |
| 知的障がい者            | 療育手帳                                                 | 乗車料金50%引き 定期料金50%引き バス定期料金のみ30%引き                      |
| 上記の介護者            | 上記対象者の療育手帳                                     | 乗車料金50%引き 定期料金50%引き バス定期料金のみ30%引き                      |
| 養護児童                | 養護（保育）施設の長が発行する割引証                     | 乗車料金50%引き 定期料金50%引き バス定期料金のみ30%引き                      |
| 上記の付添人            | 上記対象者が利用する養護（保育）施設の長が発行する割引証 | 乗車料金50%引き 定期料金50%引き バス定期料金のみ30%引き                      |
| 精神障がい者            | 精神障がい者保健福祉手帳                                 | 乗車料金50%引き 定期料金50%引き （ばんけいバスを除いてバス料金の割引はない） |
| 上記の介護者            | 上記対象者の精神障がい者保健福祉手帳                     | 乗車料金50%引き 定期料金50%引き （ばんけいバスを除いてバス料金の割引はない） |

精神障がい者の割引については長年に渡る当事者側からの要望もあり、2019年4月1日から精神障害者保健福祉手帳を持つ精神障がい者と同行の介護者も手帳の提示によって他の障がい者と同様の割引が行われている。ただし、札幌市内を運行するバス会社はばんけいバスを除いて精神障がい者への福祉割引を行っていないため、乗り継ぎ割引は地下鉄（円山公園駅） - ばんけいバス間のみ適用される。
札幌市内に在住する身体・知的・精神障がい者については、上記の割引以外に「障がい者交通費助成制度」を受けられる場合があり、IC乗車券「SAPICA」を利用して、障害の等級に応じて無料利用、または交通費助成を受けることができる。ただし、精神障がい者の地下鉄利用についてはSAPICAで直接改札口を通過すると普通料金が引き去られてしまうため、あらかじめ自動券売機にて福祉料金の切符を購入する必要がある。この場合においては札幌市電に乗り継ぐ場合のみ乗継券の購入が可能となっている。また定期券はSAPICAでは購入できず、磁気定期券のみの発行となる。

### 各種乗車券

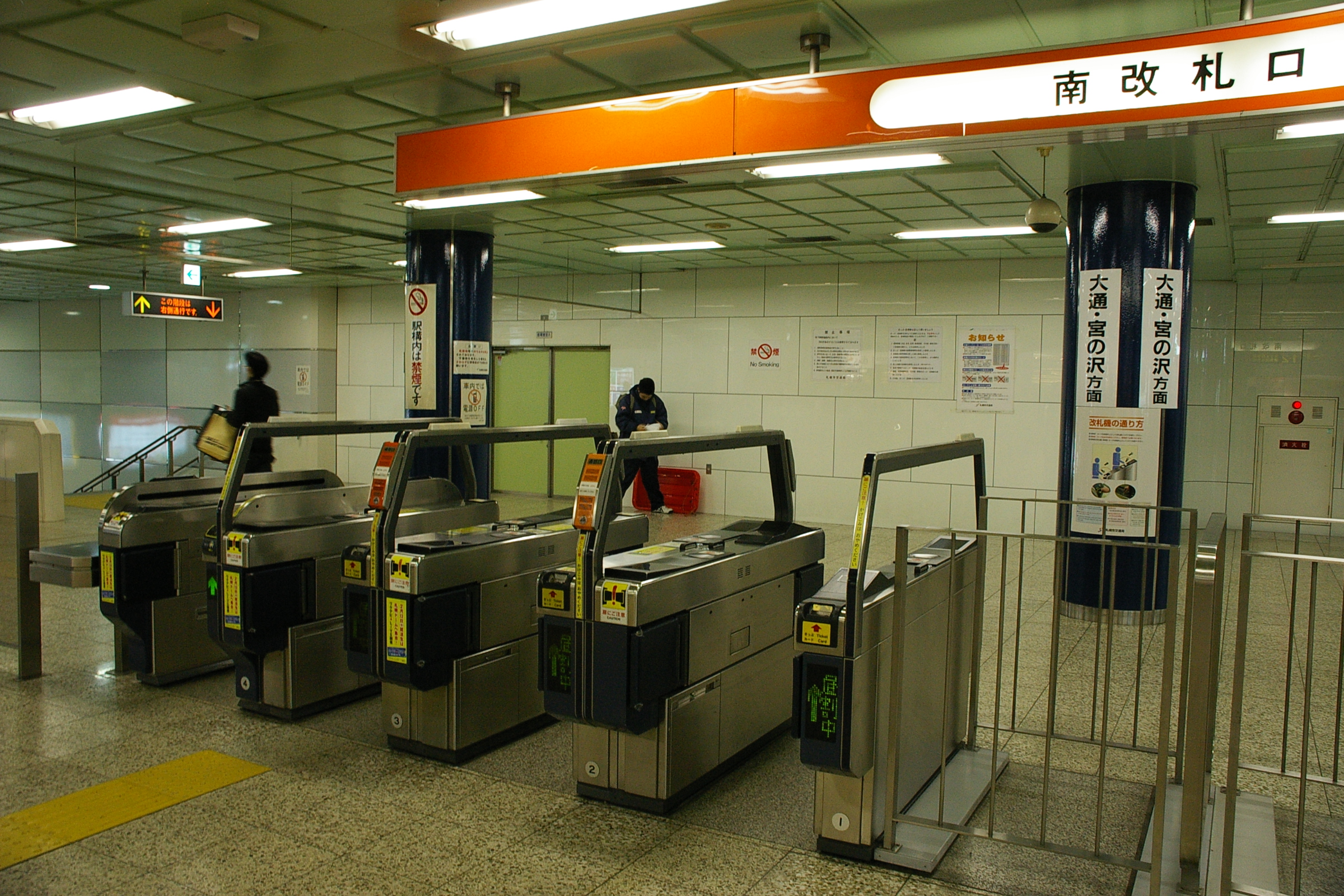
各種乗車カードが使用できる改札機（新さっぽろ駅にて）

#### ICカード
- SAPICA
  - 2009年1月30日より利用を開始した[36] 非接触型ICカード乗車券。詳細は当該項目を参照。

#### クレジットカードなどのタッチ決済
2025年4月26日から全駅にてクレジットカードなどのタッチ決済（Visa・Mastercard・JCB・American Express・Diners Club・Discover・銀聯）による乗車サービスの実証実験を開始する。各改札口に専用のリーダーを搭載した改札機を1台設置する。小児料金や乗継割引をはじめとした各種割引は適用されない。

#### 磁気カード

##### 一日乗車券
地下鉄のみ利用可能
- 地下鉄専用1日乗車券（830円）
- ドニチカキップ（520円）
  - 詳細は当該項目を参照。

#### 過去に発売していた乗車カード
- 共通ウィズユーカード
  - 2014年5月31日をもって発売終了、2015年3月31日をもって利用終了。
  - 詳細は当該項目を参照。
- 昼間割引カード（地下鉄専用）
  - 2014年5月31日をもって発売終了、2015年3月31日をもって利用終了。
  - 発売額：2000円（2,500円分乗車可能）
  - 利用時間：入場時刻を基準として午前10時 - 午後4時の間に使用可能。出場時は時間制限はない。
  - 自動券売機で地下鉄乗車券購入にも使えるが、購入した乗車券は昼間割引カード同様の有効時間制限がある。
- エコキップ（地下鉄・市電・バス、700円）
  - 2010年11月20日をもって、発売および利用を終了
  - 詳細は当該記事を参照。
- 共通1DAYカード（地下鉄・市電・バス、1,000円）
  - 2015年3月31日をもって、発売および使用を終了[38]。
  - 共通ウィズユーカード導入事業者で利用できた。バスは札幌市内特殊運賃区間のみ適用。

## 経営状況
2018年度の経営状況は以下の通り
- 乗車料収入:418億1600万円
  - 経常損益:99億8500万円の黒字
- 企業債残高:265億円（元金220億円、利息45億円）
  - 企業債残高の平均利率は年1.61％となっている [40]
- 補助金:22億8900万円

1980年代初頭から赤字が続き、2004（平成16）年度には単年度赤字約71億1,000万円、累積赤字も同年度末で4,400億円という（当時の札幌市全体の歳入は年間8,000億円弱）危機的な状況となっていた。赤字の主な要因は建設費の償還とその利息負担で、特にバブル景気の最中に建設された東豊線北部の分が大きいとされる。
2004年（平成16年）から2013（平成25）年度にかけて、収支の改善を掲げた「札幌市営地下鉄事業10か年経営計画」を実施した。沿線人口の高齢化に伴う利用客の減少が見込まれ、苦しい経営が予想されていたが、計画より5年も早く2006（平成18）年度には25年ぶりに経常収支ベースでの単年度黒字を達成した。累積欠損金や企業債も減少傾向にあり、経営計画を上方修正するまでに至った。これは補助金の増額（2001〈平成13〉年度以降増額され続け、2005〈平成17〉年度は2001年度と比べ約60億円の増額）と支払利息の減少・人件費の大幅なカットによるところが大きいが、企業債およびその利息の削減に伴い現在は補助金も減らし続けている。
輸送統計によると2008（平成20）年度の1日平均乗車人員は、3路線合計で571,847人であった。1990年代をピークに利用客数が減っていったが、現在は一定幅内での増減が繰り返されており、ほぼ横ばいの状態といえる。ただしこれは東豊線の利用客数増加によるものが大きく、南北線や東西線の利用客数は減少傾向にある。ちなみに現在は1日乗車券などの普及により定期外客が増加している一方、定期客は1990年代前半の約2分の1まで落ち込んでいる。1990年代前半までは定期客と定期外客の比率がほぼ50対50であったが、2008（平成20）年度では26対74となっており、そのため運賃収入は横ばいの状態が続いている。
2018（平成30）年度収支上では南北線53億2500万円、東西線41億1900万円、東豊線5億7600万円と3線とも黒字扱いとされているが、補助金を中心とした営業外利益収入が南北線6億500万円、東西線13億9200円、東豊線41億2500円が計上されている。

## 利用状況

### 一日平均輸送人員
開業以降の路線別一日平均輸送人員は以下のとおりである。表中、最高値を赤色で、最高値を記録した年度以降の最低値を青色で、最高値を記録した年度以前の最低値を緑色で表記している。
| 年度               | 南北線  | 東西線  | 東豊線  | 備考                                                   |
| ------------------ | ------- | ------- | ------- | ------------------------------------------------------ |
| 1971年（昭和46年） | 179,744 |         |         | 1971年12月16日、南北線北24条駅 - 真駒内駅間開業        |
| 1972年（昭和47年） | 179,461 |         |         |                                                        |
| 1973年（昭和48年） | 194,509 |         |         |                                                        |
| 1974年（昭和49年） | 229,935 |         |         |                                                        |
| 1975年（昭和50年） | 296,960 |         |         |                                                        |
| 1976年（昭和51年） | 278,072 | 137,980 |         | 1976年6月10日、東西線琴似駅 - 白石駅間開業             |
| 1977年（昭和52年） | 281,647 | 148,254 |         | 1978年3月16日、南北線麻生駅 - 北24条駅間開業           |
| 1978年（昭和53年） | 311,864 | 152,277 |         |                                                        |
| 1979年（昭和54年） | 321,362 | 161,899 |         |                                                        |
| 1980年（昭和55年） | 328,500 | 165,633 |         |                                                        |
| 1981年（昭和56年） | 334,134 | 169,458 |         | 1982年3月21日、東西線白石駅 - 新さっぽろ駅間開業       |
| 1982年（昭和57年） | 331,779 | 214,734 |         |                                                        |
| 1983年（昭和58年） | 325,959 | 216,248 |         |                                                        |
| 1984年（昭和59年） | 323,693 | 223,612 |         |                                                        |
| 1985年（昭和60年） | 320,026 | 226,091 |         |                                                        |
| 1986年（昭和61年） | 321,084 | 229,446 |         |                                                        |
| 1987年（昭和62年） | 319,603 | 231,252 |         |                                                        |
| 1988年（昭和63年） | 314,968 | 233,258 | 62,421  | 1988年12月2日、東豊線栄町駅 - 豊水すすきの駅間開業     |
| 1989年（平成元年） | 294,413 | 234,143 | 61,209  |                                                        |
| 1990年（平成02年） | 294,779 | 235,561 | 65,022  |                                                        |
| 1991年（平成03年） | 299,940 | 241,690 | 69,352  |                                                        |
| 1992年（平成04年） | 293,308 | 237,043 | 70,629  |                                                        |
| 1993年（平成05年） | 288,189 | 232,627 | 70,685  |                                                        |
| 1994年（平成06年） | 279,193 | 227,530 | 90,884  | 1994年10月14日、東豊線豊水すすきの駅 - 福住駅間開業    |
| 1995年（平成07年） | 277,965 | 229,154 | 119,336 |                                                        |
| 1996年（平成08年） | 264,477 | 218,990 | 117,958 |                                                        |
| 1997年（平成09年） | 251,784 | 210,852 | 114,935 |                                                        |
| 1998年（平成10年） | 243,877 | 207,165 | 113,924 | 1999年2月25日、東西線宮の沢駅 - 琴似駅間開業           |
| 1999年（平成11年） | 236,555 | 215,087 | 114,652 | 2000年3月11日、札沼線八軒駅 - あいの里教育大駅間複線化 |
| 2000年（平成12年） | 234,624 | 215,558 | 115,011 |                                                        |
| 2001年（平成13年） | 230,451 | 214,303 | 118,871 | 2001年6月2日、札幌ドーム開場                           |
| 2002年（平成14年） | 230,149 | 213,126 | 120,571 | 2003年3月6日、JRタワー開業                             |
| 2003年（平成15年） | 227,661 | 207,218 | 122,160 |                                                        |
| 2004年（平成16年） | 228,740 | 207,242 | 124,059 |                                                        |
| 2005年（平成17年） | 236,345 | 205,879 | 127,288 |                                                        |
| 2006年（平成18年） | 237,351 | 207,035 | 130,467 |                                                        |
| 2007年（平成19年） | 235,797 | 205,523 | 130,721 |                                                        |
| 2008年（平成20年） | 233,687 | 206,036 | 132,124 |                                                        |
| 2009年（平成21年） | 226,209 | 203,892 | 130,845 |                                                        |
| 2010年（平成22年） | 224,503 | 204,864 | 131,895 | 2011年3月12日、札幌駅前通地下歩行空間開通              |
| 2011年（平成23年） | 219,161 | 205,249 | 132,200 |                                                        |
| 2012年（平成24年） | 223,780 | 211,050 | 136,136 | 2012年6月1日、札沼線桑園駅 - 北海道医療大学駅間電化    |
| 2013年（平成25年） | 227,909 | 217,277 | 140,588 |                                                        |
| 2014年（平成26年） | 227,141 | 222,816 | 144,668 |                                                        |
| 2015年（平成27年） | 227,690 | 226,679 | 148,369 |                                                        |
| 2016年（平成28年） | 233,749 | 234,060 | 152,136 |                                                        |
| 2017年（平成29年） | 236,548 | 239,702 | 151,581 |                                                        |
| 2018年（平成30年） | 236,580 | 241,846 | 152,753 |                                                        |
| 2019年（令和元年） | 230,692 | 239,038 | 150,241 |                                                        |
| 2020年（令和02年） | 158,799 | 181,691 | 105,601 |                                                        |
| 2021年（令和03年） | 170,382 | 195,485 | 112,711 |                                                        |
| 2022年（令和04年） | 200,956 | 220,558 | 130,704 | 2023年3月14日、エスコンフィールドHOKKAIDO開場          |

輸送人員が最も多い路線は2015年度まで南北線であり、1978年度から1988年度までは一日平均輸送人員が30万人を越えていた。1988年度に東豊線が開業すると輸送人員が減少し、1999年度に一日平均輸送人員が24万人を下回った。2012年度から東西線の輸送人員が増加に転じ、2016年度からは東西線が最も輸送人員が多い路線となっている。

### 一日平均乗車人員上位20駅
近年の路線別一日平均乗車人員上位20駅は以下のとおりである。は、右欄の乗車人員と比較して増()、減()を表す。
| 順位 | 駅名                     | 路線名                   | 2020年度 | 2015年度 | 2010年度 | 2005年度 | 2000年度 | 1995年度 | 特記事項                              |
| ---- | ------------------------ | ------------------------ | -------- | -------- | -------- | -------- | -------- | -------- | ------------------------------------- |
| 1    | さっぽろ駅               | 南北線                   | 35,542   | 54,409   | 57,904   | 59,712   | 51,244   | 61,293   |                                       |
| 1    | さっぽろ駅               | 東豊線                   | 22,287   | 30,890   | 27,224   | 25,472   | 19,420   | 20,826   |                                       |
| 1    | 南北線・東豊線計         | 南北線・東豊線計         | 57,829   | 85,299   | 85,128   | 85,184   | 70,664   | 82,119   |                                       |
| 2    | 大通駅                   | 南北線                   | 29,032   | 39,144   | 33,982   | 37,695   | 41,569   | 47,734   |                                       |
| 2    | 大通駅                   | 東西線                   | 16,459   | 22,106   | 23,543   | 24,307   | 27,679   | 32,995   |                                       |
| 2    | 大通駅                   | 東豊線                   | 10,984   | 15,486   | 15,563   | 15,768   | 17,291   | 16,005   |                                       |
| 2    | 南北線・東西線・東豊線計 | 南北線・東西線・東豊線計 | 56,475   | 76,736   | 73,088   | 77,770   | 86,539   | 96,734   |                                       |
| 3    | 麻生駅                   | 南北線                   | 15,036   | 20,658   | 21,263   | 22,420   | 23,042   | 27,563   | 他路線と接続しない単独駅として第1位。 |
| 4    | 新さっぽろ駅             | 東西線                   | 14,887   | 19,966   | 18,654   | 19,563   | 21,087   | 22,927   |                                       |
| 5    | 西11丁目駅               | 東西線                   | 12,528   | 15,524   | 14,139   | 14,770   | 15,427   | 17,270   |                                       |
| 6    | 西18丁目駅               | 東西線                   | 12,492   | 15,505   | 13,342   | 13,024   | 13,985   | 15,359   |                                       |
| 7    | 白石駅                   | 東西線                   | 11,161   | 12,788   | 11,233   | 11,830   | 13,355   | 15,342   |                                       |
| 8    | 琴似駅                   | 東西線                   | 11,140   | 13,470   | 12,282   | 12,696   | 13,875   | 22,132   |                                       |
| 9    | 北24条駅                 | 南北線                   | 11,028   | 13,897   | 13,514   | 14,213   | 14,868   | 18,840   |                                       |
| 10   | 円山公園駅               | 東西線                   | 10,435   | 14,601   | 12,297   | 11,000   | 11,247   | 12,449   |                                       |
| 11   | 宮の沢駅                 | 東西線                   | 10,350   | 13,535   | 11,445   | 11,110   | 9,988    | 未開業   |                                       |
| 12   | 福住駅                   | 東豊線                   | 10,208   | 17,048   | 15,299   | 14,596   | 11,624   | 11,680   |                                       |
| 13   | 大谷地駅                 | 東西線                   | 9,313    | 13,607   | 12,657   | 12,783   | 12,731   | 13,504   |                                       |
| 14   | 東札幌駅                 | 東西線                   | 9,022    | 10,072   | 8,865    | 7,667    | 7,144    | 8,088    |                                       |
| 15   | 菊水駅                   | 東西線                   | 8,854    | 10,383   | 8,964    | 8,929    | 9,593    | 10,620   |                                       |
| 16   | 真駒内駅                 | 南北線                   | 8,665    | 13,876   | 14,358   | 15,592   | 15,927   | 18,688   |                                       |
| 17   | 南郷7丁目駅              | 東西線                   | 8,594    | 10,292   | 9,015    | 9,668    | 10,234   | 11,417   |                                       |
| 18   | 南郷18丁目駅             | 東西線                   | 8,355    | 10,211   | 9,578    | 9,665    | 10,078   | 11,378   |                                       |
| 19   | すすきの駅               | 南北線                   | 8,219    | 16,971   | 16,662   | 17,450   | 17,682   | 20,400   |                                       |
| 20   | 西28丁目駅               | 東西線                   | 7,865    | 9,776    | 8,717    | 9,000    | 9,322    | 11,226   |                                       |

さっぽろ駅と大通駅は地下鉄各線の乗換駅であり、両駅は他の駅と比較しても突出して一日平均乗車人員が多い。さっぽろ駅は南北線、東豊線の2路線が乗り入れ、JR線札幌駅との乗換駅でもある。大通駅は南北線、東豊線、東西線の3路線が乗り入れ、さっぽろテレビ塔、大通公園、札幌市役所の最寄り駅である。2002年度までは大通駅が最も一日平均乗車人員が多かったが、2003年3月にJRタワーが開業し、2003年度からはさっぽろ駅が最も一日平均乗車人員が多い駅となっている。
単独駅で最も乗車人員が多い駅は南北線麻生駅であり、2019年度までは1日平均乗車人員が2万人を越えていた。同駅で麻生バスターミナルと接続しており、石狩市方面のバス路線が発着する。
札幌ドームの最寄り駅である東豊線福住駅は、2015年度はさっぽろ駅、大通駅、麻生駅、新さっぽろ駅に次いで乗車人員が多い駅であった。

## 人身事故対策

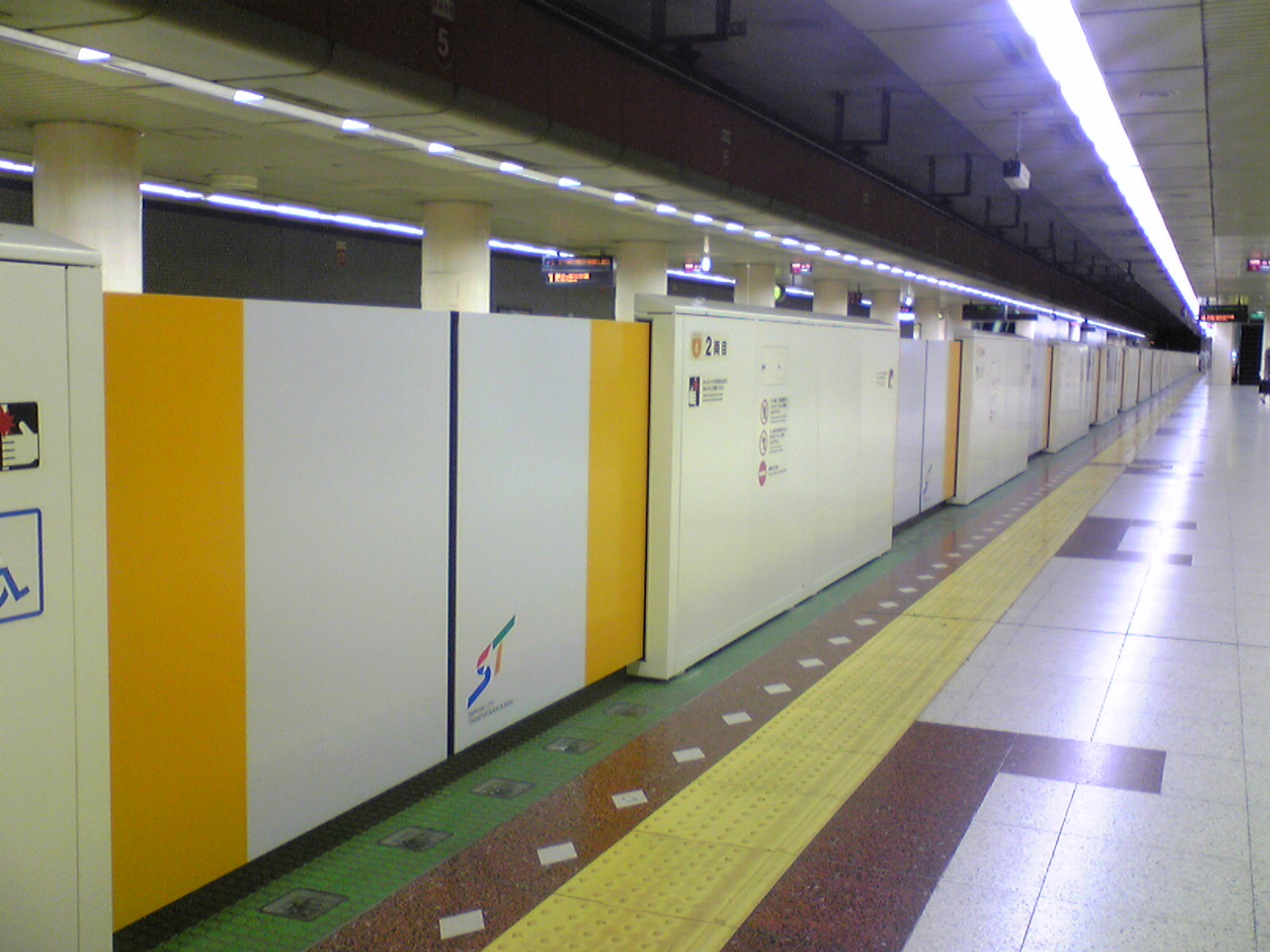
東西線南郷7丁目駅に設置された札幌市営地下鉄初の可動式ホーム柵

開業以来、ホームから人が転落する事故が多く問題となっている。交通局では運行障害の元にもなる飛び込みによる自殺を減らそうと、ホームに投身防止を呼び掛けるプレートや、飛び込もうとする自分の姿を見て思い止まってもらうべく「鏡」を設置したり、相談を受け付ける「いのちの電話」へ協賛したりするなどの対策を講じてきた。
2006年には全駅へ列車非常停止装置の設置を完了したほか、2008年度から2016年度にかけて可動式ホーム柵を全駅に設置した。これにより誤って列車に接触するような事故は皆無となった（ただし、後年になり柵を乗り越えて列車に飛び込みを図る事故が発生している）。
- 東西線 : 2008年2月に南郷7丁目駅中線で先行設置。その後、訓練等が行われた後に同年9月から新さっぽろ駅から西へ向けて設置が行われ、2009年3月に宮の沢駅に設置されたことにより、全駅へ可動式ホーム柵の設置が完了[44] し、2009年4月1日よりワンマン運転を開始[45]。
- 南北線 : 2012年7月に麻生駅に設置。以降北34条駅から南へ向けて設置が行われ、2013年3月に真駒内駅に設置されたことにより全駅へ可動式ホーム柵の設置が完了し、2013年4月1日よりワンマン運転を開始[46]。
- 東豊線 : 2016年7月に栄町駅に設置。以降福住駅から東にかけて設置が行われ、2017年3月に新道東駅に設置されたことにより全駅へ可動式ホーム柵の設置が完了[47] し、2017年4月1日よりワンマン運転を開始[48]。

## 開業前のエピソード
1960年代、急速なモータリゼーションの進行によって、特に積雪期の交通渋滞に悩まされていた札幌市では、市内交通の中心だった市電と路線バスによる輸送が限界に近づいていた。さらに札幌オリンピックが1972年（昭和47年）に開催されることが決定し、選手や観客を輸送するためには市電やバスの輸送力では到底対応しきれないことから、高速・大量輸送が可能な新しい軌道系交通機関建設への機運が高まっていった。
当初、市は市議会を中心としてトロリーバス導入を検討していたものの、市電とほぼ変わらない事から当時の大刀豊交通局長が大量輸送型の交通機関の導入を決意し1963年にヨーロッパ各国を視察。ヴッパータールのモノレールでは市電のような短距離でスピードが生かしきれないとし廃案。ブリュッセルでの路下電車は原田市長が気に入り一時的に決定に傾いたものの、大刀は「大雪が降る札幌の真ん中にでかい穴を掘るなんてとんでもない」との否定的意見で説得。その後、パリの地下鉄での静音性に感動しゴムタイヤ形式での地下鉄建設を進める方針となった。
1964年（昭和39年）に『札幌市における将来の都市交通網計画』調査書を民間の北海道開発コンサルタントに委託して作成させ、1970年から1985年までの交通計画とともにモノレール・地下鉄・路面電車を地下に潜らせる「路下電車」での輸送手段の検討を行い地下鉄が望ましいとの結論に至った。翌1965年（昭和40年）から交通局の東苗穂自動車訓練所内に試走路「札苗実験場」（現東区）を開設し、ゴムタイヤ方式の試験車両による各種試験を開始した。
1966年には北海道大学正門前から南4条西4丁目すすきのの間で地質調査を実施し、南北線藤の沢-茨戸間と東西線ひばりが丘-勤労者団地間の基本計画と、南北線北24条-真駒内間と東西線東札幌-琴似本通間の第一次建設計画を設定。1967年に南北線の第一次建設区間を緊急整備区間に指定。
札幌市がゴムタイヤ方式に固執した理由は、高速電車と入れ替わりに廃止が予想される市電と同等の利便性を確保するため、高速電車の駅間隔を当初、電停並みの300メートル程度と想定していたことによる。
当時人口が80万人規模だった札幌において、地下鉄建設には当時の大蔵省が赤字を懸念して建設補助に難色を示し「札幌の中山峠には熊が出るそうですがそんなところに地下鉄を走らせて熊を乗せるつもりですか」との発言に、大刀局長は「熊でもゼンコ（料金）さえ払えば乗せますよ」と発したやり取りの記録が残っている。
1967年（昭和42年）12月の定例市議会で南北線真駒内 - 北24条間の建設が可決され、直ちに免許が申請された。しかし運輸省が管轄する地方鉄道法、建設省が管轄する軌道法のいずれにも承認が得られず、国会議員の協力を得て地方鉄道法での建設に決着。当時の地方鉄道法には、既存の鉄軌条やモノレールにも当てはまらない独自の形式であったため、関係省令を一部改正して「案内軌条式鉄道」の項目を設けた上で認可された。その後、建設省側からは南北線の高架部分建設に関し事細かな注文が入り、当初中心市街地のみを地下化とする計画が大半の区間を地下化する形に変更された。
1971年（昭和46年）2月のプレオリンピック「札幌国際冬季スポーツ大会」開催時には、南北線の試運転車両に当時の皇太子明仁と皇太子妃美智子が試乗した。
これに限らず、市民を対象にした試乗会は完成検査前の同年1月頃から実施されていたが、9月3日には真駒内駅で試乗列車が脱線して運転手2名と試乗客3名が負傷する事故が起きている。

## 整備計画
札幌市が1967年に設けた札幌市高速軌道等調査専門委員会では、昭和60年（1985年）までの整備計画として南北線茨戸 - 藤野間25km・東西線ひばりが丘 - 勤労者団地（現・宮の沢付近）間20kmの計45kmの建設計画が打ち出された。
最初期の計画では、地下区間は都心部の約6km（南北線：北11条付近 - 南8条付近、東西線：西18丁目付近 - 東5丁目付近）のみで、残りはすべて高架とする予定だった。また、東西線については千歳線の経路変更に伴う廃線区間（現：北海道道1148号札幌恵庭自転車道線）に高架を建設する案もあった。
その後1971年3月の「札幌市長期計画」では南北線は北端を花畔までに延長し、東西線は東寄りに変更し発寒-下野幌間20km、新たに3号線として元町-山鼻間が追加された。
1973年、自治省が札幌市の要請に基いて編成した調査団によって、札幌市の将来あるべき交通体系に関する調査が行われた。翌1974年3月に提出された報告書『最適交通体系の選択と投資順位の研究』では、地下鉄について
- (1) 昭和49年（1974年）既設及工事中の路線
- (2) 昭和55年（1980年）以前建設提案路線
- (3) 昭和55年 - 60年（1985年）建設提案路線
- (4) 昭和60年 - 65年（1990年）建設提案路線
- (5) 昭和65年以降建設提案路線

の5段階で、4路線計81.3kmの建設が提案されている。内訳は以下の通り。
南北線
北24条 - 真駒内：12.1km (1)
北24条 - 麻生町：2km (2)
麻生町 - 新札幌団地：9.0km (5)
麻生町 - 茨戸：6.2km (5)
真駒内 - 藤の沢：7.0km (5)
東西線
琴似 - 白石：10.0km (1)
白石 - 厚別副都心：8.1km (3)
琴似 - 木工団地：2.8km (4)
木工団地 - 手稲：4.2km (5)
三号線
新川通 - 南34条西11丁目：9.0km (5)
四号線（現：東豊線）
元町 - 月寒：11.0km (5)
札幌市では、これを基に3路線、約50kmを建設する構想、いわゆる「地下鉄50キロ計画」を定めた。
- 東豊線が現在のルートに決定する前は東区から大通を経由して、山鼻方面へ延ばす案もあった[53]。

1999年までに、そのうちの48kmが建設され、他にも以下のような区間について延伸が検討、もしくは要望されている。
- 東豊線：清田方面、丘珠空港へ
  - 地下鉄50キロ計画にも含まれている。1981年時点では検討路線として栄町以遠について茨戸方面への延伸も挙げられていた[55]。上田文雄市長時代に国の基準として30年で黒字化という認可条件を根拠として清田方面への延伸は凍結されてきた。しかし2022年に国土交通省の見解として地方の公営交通の場合はより柔軟に対応しているという回答があり、上田前市長は国の方針が変わったとして「地下鉄延伸についてきちんと検討したらいいのではないか」と発言している[56]。
  - 2012年には北海道新幹線の札幌駅延伸を見据えて札幌商工会議所が札幌市などに提言した「札幌広域圏の総合交通体系のグランドデザイン〜北海道新幹線開業時期の前倒しへ〜」の中で、丘珠空港の滑走路をジェット旅客機も発着できるように延長した上で東豊線を丘珠空港まで延伸させ空港アクセス線として用いる案が盛り込まれた[57]。
- 南北線：石山・藤野方面、新琴似・屯田方面へ
  - 南側は真駒内まで建設時に将来の延伸に備えて旧・定山渓鉄道線の跡地を一括取得していたが、一部は道路などに転用された。
  - 1987年時点では単線での札幌芸術の森方面への延伸案も公言されていた[53]。
- 東西線：JR森林公園駅・発寒駅へ
  - 宮の沢延伸工事中には、後述するJRとの相互乗り入れに関連して、発寒駅への延伸も検討されたが、「乗り入れ自体は不可能ではないが、きわめて困難」とされたことから見送られている。
  - 2024年6月、JR手稲駅や北海道科学大学方面への延伸要望書が地域団体から札幌市へ提出された[58]。

なお、これらの区間には、地下鉄ではなくライトレールで、という意見もある。また、札幌から石狩市へ鉄道ないしはモノレールを建設する計画があるが、その起点を麻生駅か栄町駅とする案がある。

## JR北海道（旧日本国有鉄道）との関係
ゴムタイヤ方式を採用した札幌市営地下鉄は、北海道旅客鉄道（JR北海道）の路線との直通運転（相互乗り入れ）が困難である。乗り換えを強いられるため、アクセスが悪く不便である一方、雪の影響を全く受けないというメリットもある。
市営地下鉄の建設が始まった昭和40年代前半の頃は、現在の札幌都市圏のように通勤や通学の範囲も広くなかったことに加え、JR北海道の前身である当時の日本国有鉄道（国鉄）は駅間隔も長く普通列車の運行本数も地方都市並みであり、通勤・通学に利用しやすい存在ではなかった。当時、市民の足は主に市電・バスであり、同じく通勤・通学輸送を目的とした札幌市営地下鉄にとって、鉄軌道方式による相互乗り入れの必要性は低かったと考えられる。
しかし国鉄分割民営化と前後して、国鉄や民営化により発足したJR北海道は札幌近郊輸送を重視するようになり、列車の大幅な増発や駅の増設、また函館本線の高架化や札沼線（学園都市線）の複線高架化を行った。結果、現在ではJR線も通勤・通学路線としての役割を担っている。そのため、路線が市内東西に並行するJR函館本線・千歳線と東西線、南北に並行するJR札沼線と南北線北部・東豊線北部が競合状態にある。
JR線との相互乗り入れの可能性については、1995年から札幌市とJR北海道の部・課長クラスで「JRと地下鉄連携に関する研究会」を設けて検討され、鉄道総合技術研究所に調査委託した。翌1996年の研究所からの報告書では「両軌道に対応できる車両を開発する案が有力で、技術的には可能」とされた。しかし、その開発費は数百億円から1千億円程度に上るとのことで、その後の市総合交通対策調査審議会により、採算を理由に見送られた経緯がある。
JR線、地下鉄線ともに利用可能な相互連絡乗車券や定期券は期間・数量限定の「YOSAKOIソーランパス」以外発売されていない。また運行障害が発生しても振替輸送は従来行われなかったが、2008年11月からはJR線で2時間以上の運行障害が発生した場合、地下鉄線への振替輸送を行うことになった。これは2007年12月に札幌周辺のJR線が列車防護無線装置の誤発報で長時間に渡って運行が乱れた際、その対応でJR北海道に厳しい批判が寄せられたことから札幌市交通局との間で協議が進められていたものである。
ICカードの導入時も共通化を図る方向で2005年より協議が進められていたが、東日本旅客鉄道（JR東日本）の「Suica」との共通化を優先するJR北海道と、バスや市電など市内交通機関との共通化を主張する市交通局との間で意見が分かれ、当面の間共通化は見送られることになった。結果、2008年10月より導入されたKitaca（JR北海道）と、2009年1月より導入されたSAPICA（札幌市交通局）の2枚を使い分ける必要が生じている。2013年6月22日からJR東日本のSuicaと相互利用が可能なカードが利用可能となった（ただし逆にSAPICAはJR東日本等SAPICA以外の地域では利用不可）。
JR北海道と札幌市営地下鉄は同じ北海道の鉄道事業者でありながら、対応やサービスの異なる面が多い。サービス面での違いは以下の通り。2009年3月31日までは、携帯電話のルールに関しても違いがあった。
- 車内の冷房装置
  - JR北海道：あり
  - 札幌市営地下鉄：冷房はなし、暖房はあり[注釈 14]。
- 駅ナンバリング
  - JR北海道：導入は地下鉄より遅れたが、車内LED案内表示器でもナンバリング表示
  - 札幌市営地下鉄：先に導入したが、車内案内表示器についてはLED式は非対応（路線図への表記のみ）、5000形18編成以降と9000形のLCD式は対応済み。
- ホームでの乗車待ち整列
  - JR北海道：2列
  - 札幌市営地下鉄：4列
- 携帯電話
  - JR北海道：優先席と周辺部のみ電源OFF、それ以外の場所はマナーモードに設定の上通話は禁止。
  - 札幌市営地下鉄：2013年12月2日より専用席とその前のつり革の位置（黄色のつり革）は電源OFFか電波を発信しない状態に設定の上使用は禁止、それ以外の場所はマナーモードに設定のうえ通話は禁止（2009年12月1日以前はJRと同様で、2009年3月31日までは全面禁止で電源OFFであった）。後述の「#サービス」も参照。

## 技術
- ゴムタイヤが走行する走行路面は、南北線と東西線（琴似駅 - 白石駅間）が耐磨レジン（樹脂）、東西線（宮の沢駅 - 琴似駅間、白石駅 - 新さっぽろ駅間）と東豊線が鉄板となっている。このため、南北線では各所で走行路面の補修が行われており、走行中の揺れが大きい。
- 通常の鉄道では鉄車輪からレールにアース（帰電）しているが、ゴムタイヤ方式では案内軌条に帰電するための負集電器の役割をする集電靴（シュー）を必要とする。東西線や東豊線では、集電靴をI字型の案内軌条の両側から挟むように擦りつけているため、案内軌条のつなぎ目、駅の直前、カーブなどで一瞬離れてまた接触する時に、スズメの鳴き声に例えられる特有の走行音が発生する[61]。東西線と東豊線は逆T字形（天地逆のT形鋼）の案内軌条を左右からシューで挟むため、板状で反響しやすく、南北線はエの字形（H形鋼）の案内軌条の天面に擦りつける方式のため、この音はほとんど発生しない。
- 駅停車中は、車体裾のコンタクターとホーム端面の鉄板を導通させ、静電気の滞留を防止している。

## 乗車制度
- 多くの鉄道会社局で券売機が2000円紙幣入金対応なのにも関わらず札幌市営地下鉄は全ての券売機が非対応である。その理由について市交通局は「普及していない上に客からの不満が全くないので今後も対応する予定はない」と説明している。なお、日本の地下鉄で2000円紙幣が使えないのは2020年現在、札幌市営地下鉄のみである。
- 札幌市交通局の発行する定期券は、地下鉄の定期券である場合「高」（高速電車）という記号が印字される（市電の場合は「電」）。
- 磁気乗車券を使用した自動改札機を本格的に全面採用したのは札幌市営地下鉄が日本で初めてである。なお、札幌市営地下鉄で使用されている自動改札機は、開業時より、切符・カード・定期券の裏側（磁気面）を上にした投入ができず、そのまま投入した場合は『「裏入れ」表を上にして入れ直してください』と表示され、扉が閉まるものであったが、現在は最新型の自動改札機に限り、裏入れ投入が可能である。
- 2011年（平成23年）2月28日に不正乗車検知システムを導入。入場の際に乗車券（定期券）に入場履歴が書き込まれ、出場の際に入場と異なる乗車券で改札を利用するとエラーとなり、扉が閉まる。

## サービス
- 携帯電話の車内での利用に関しては、2009年4月1日より「専用席付近は電源OFF それ以外の場所ではマナーモード」という一般的なルールに移行された。それまでは、車内での携帯電話の使用は全面的に禁止されており、電源を切るように呼びかけていた。2012年からは東豊線でdocomo Wi-Fiが利用できるようになった[62]。
- 案内板などに用いられる各路線のピクトグラムは当初、それぞれのラインカラーを地色に、2000形、6000形、7000形（前期）電車を模したデザインが使われていた。現在は最新の営業車両である5000形、7000形（後期）、8000形電車がほぼ同形状であるためデザインを改めて各線とも共通化し、ラインカラーで区別するものが使われている。2015年には国土交通省の関係公益法人である公益財団法人交通エコロジー・モビリティ財団が制定した「標準案内図記号」を用いたピクトグラムを採用したものへの更新が一部の駅で進められている[63]。
- 駅売店は、かつては全ての駅に設置されていた[64]。他都市のような交通局の外郭団体ではなく、JR北海道の子会社である北海道キヨスクが運営している。しかし近年「セブンイレブン北海道ST」店への転換や閉店が相次ぎ[65]、「Kiosk」形態の店舗は消滅した[66]。
- 1971年の開業後、比較的早い時期より、各駅にそれぞれ異なる駅スタンプが設置されている。色はラインカラー（緑・橙・青）に合わせたものとなっている（さっぽろ駅・大通駅は路線毎にデザインが異なる）。サタデーテーリングのスタンプとは異なるが、数年に一度、地下鉄駅のスタンプラリーも行われることがある。開業以来のSマークの頃と、STマークに変更となった後は、一部の駅のデザインが変更となっている（例・東豊線さっぽろ駅：時計台→JRタワー）。開業記念のスタンプ（シェルター断面図と1000系車両を模したもの）は近年までさっぽろ駅に設置されていた。駅スタンプは2014年よりリニューアルされ、各駅のイニシャル（例：さっぽろ駅→S、大通駅→O）のアルファベットの中に各駅近隣の名所が描かれたものになった（例：南北線さっぽろ駅→北海道庁旧本庁舎、南北線大通駅→札幌市時計台）。
- 開業以来、元日は始発時刻が遅く市民から批判の声もあったが、2006年以降は元日も通常と同様の始発時刻に改められた[注釈 15]。
- 駅舎のバリアフリーに関しては、交通バリアフリー法施行前の1988年の東豊線開業時より栄町駅－豊水すすきの駅の全駅にエレベーターやエスカレーターを備えるなど、積極的である。駅構造の関係でバリアフリー化が難しいとされていた北12条駅には3基のエレベーターを設置、地上用地の確保が遅れた東札幌駅（1番ホーム側）[注釈 16]・中の島駅（1番ホーム側）などにも設置が完了し、全駅において車椅子で乗車する経路を確保した。
- 札幌市役所のホームページにおいて、教材として利用できる地下鉄の写真を公開している[68]。この中には開業前の南北線や東西線での試運転の様子、引退した車両、車両基地での様子など貴重な写真が揃っている。

## 節電の取り組み
- 東日本大震災とそれに伴う東京電力福島第一原子力発電所事故の翌年である2012年夏季、北海道電力泊原子力発電所の稼働停止による電力需要逼迫への対策として、駅構内および電車内で照明の間引きなどの節電が行われた。駅構内では一部の電照式案内サインを消灯するなどの対策が行われたが、札幌市営地下鉄では黒地の電照式案内サインのために文字が見難くなる（特に東豊線）状態となったため、一部のサインには上から貼り紙が貼られる措置がとられた。なお、冬季の節電時ではこのような対策は行われなかった。
- 2015年より、従来の黒地から白または黄色（出口案内など）をベースにした非電照式の案内表示に順次切り替わっている。
- 2014年12月1日から2015年3月31日までの4か月間、車内の暖房を原則停止とした。地下鉄内は暖房を入れなくても外気温より気温が高く、乗客は外気温に合わせた服装のため、従来から暑さを指摘する声があり、過度に寒くなることはないと判断して実施された[69]。暖房停止期間中である2月10日に乗客に対して聞き取り調査が実施され、約8割が車内温度が適切、9割が車内暖房停止に賛成であると回答した[70]。
- 2018年9月10日から20日にかけて北海道胆振東部地震に伴う節電対策として日中10時から16時の運転間隔を7分から8-9分に1本に間引いて15便を減便し、2%の節減を図った[71][72]。

## フィクションへの登場

### 映画
- ガメラ2 レギオン襲来
  - 南北線の真駒内行駅始発電車（2000形）が大通駅 - すすきの駅間でソルジャーレギオンに襲われ、多数の犠牲者を出すというストーリーである。ただし、実際には同区間は一直線であることに加え、映像ではホームから隣の駅の灯りが見えるほどに近接しており、やや実態にそぐわない場面も見られた。
- 交渉人 真下正義
  - 東豊線大通駅構内および東車両基地の出入庫線でロケーション撮影が行われた。設定では東京の地下鉄が舞台のため、架空電車線方式で8000形・7000形が使用され、ゴムタイヤ部分はCG加工された。しかし車体部分はほぼ実物のままなので、本編中で容易に発見することができる。8000形に至っては札幌市交通局のロゴマークが判別できるシーンがある。
- その他、鈴井貴之監督の映画作品でも登場している。

### テレビドラマ
- 雅楽戦隊ホワイトストーンズ（北海道テレビ）
- 四国R-14水曜どうでしょうProject 2000（北海道テレビ）
- ドラバラ鈴井の巣（同上） - 東西線がよく登場する。
- チャンネルはそのまま!（北海道テレビ）-札幌市営地下鉄東豊線・札幌市営地下鉄南北線が登場。

### 漫画
- 動物のお医者さん - 静電気体質の菱沼聖子が自動改札を通過できないシーンがある。